# Hod za život (Argentina)
Hod za život (španj. Marcha por la VIda), miroljubivo je okupljanje građana koje se svake godine održava krajem svibnja u gradovima diljem Argentine. Održava se po uzoru na istoimeno okupljanje u Washingtonu i jedan je od najbrojnijih pro-life skupova uopće. 
Na prvom organiziranom okupljanju, u svibnju 2017., okupilo se više od 2 milijuna Argentinaca. Već sljedeće godine u 117 gradova diljem zemlje hodalo je 3,5 milijuna građana pod krilaticom Spasimo ih oboje, misleći time i na majku i na nerođeno dijete, u jeku rasprave o donošenju zakona o ozakonjenju pobačaja do 14. tjedna trudnoće.
Uz Katoličku Crkvu, potporu okupljanjima i svojim sudjelovanjima daju brojne argentinske pro-life organizacije okupljene pod ovom inicijativom, kao i Udruženje argentinskih kršćanskih evangeličkih crkava (ACIERA), Federalna mreža obitelji te nekoliko ateističkih organizacija okupljenih pod krilaticom Ne radi se o religiji.

## Pogledajte i:
- Pro-life pokret
- Hod za život (Washington)

## Vanjske poveznice
- Službene stranice pri marchaporlavida.com.ar (šp.)